# Virgil Browne
Virgil Browne (* 21. November 1877 in Mount Pleasant, Titus County, Texas; † 31. Dezember 1979 in Oklahoma City, Oklahoma County, Oklahoma) war ein US-amerikanischer Unternehmer sowie Erfinder.

## Leben

### Familie und Ausbildung
Der in einfachen Verhältnissen aufgewachsene, gebürtige Texaner Virgil Browne, Sohn des Spillman Browne und dessen aus Tuscaloosa im Bundesstaat Alabama stammenden Ehefrau Josephine geborene Jackson, absolvierte nach dem Besuch der öffentlichen Schulen in Mount Pleasant eine Ausbildung zum Apotheker.
Virgil Browne heiratete im April 1901 in Pittsburg im Bundesstaat Texas die sozial-karitativ engagierte Frauenpolitikerin Maimee Lee Browne (1881–1963). Aus dieser Ehe entstammten sechs Kinder, darunter sein Nachfolger als Präsident der Great Plains Coca-Cola Bottling Company Henry William Browne (1906–2002). Virgil Browne verstarb am Silvestertag des Jahres 1979 in Oklahoma City im Alter von 102 Jahren. Er wurde auf dem Rose Hill Burial Park beigesetzt.

### Beruflicher Werdegang
Der zunächst in seinem erlernten Beruf eingesetzte Virgil Browne war in Houston, später in New Orleans ansässig. Dort braute er die Orangenlimonade "Squeeze", die sich im Großraum New Orleans eines regen Absatzes erfreute. Trotz dieses Erfolges erwartete Browne Coca-Cola in absehbarer Zeit als führende Marke. 1922 erwarb er, unterstützt von Investoren, den seit 1903 in Oklahoma City agierenden Coca-Cola-Abfüller, und zwar die Great Plains Coca-Cola Bottling Company. Dieses seit damals von der Browne-Familie geführte Unternehmen ist aktuell der 7. größte Abfüller von Coca-Cola in Nordamerika. Great Plains beschäftigt rund 1300 Mitarbeiter und produziert und vertreibt Coca-Cola-Produkte in Oklahoma sowie in Nordwest-Arkansas.
Virgil Browne, der maßgeblich an der Entwicklung des Six-Pack-Getränkekartons beteiligt war, erwarb im Laufe seines Unternehmerlebens zusätzlichen Reichtum durch den Vertrieb von Getränkeautomaten. Der Flugbegeisterte unterstützte darüber hinaus den Geschäftsmann und Finanzier Thomas E. Braniff finanziell bei der Gründung der Braniff Airlines. Zudem sponserte er Carl Magee bei der Entwicklung der Parkuhr.
Virgil Browne trat außerdem als Mäzen in Erscheinung. In dem von ihm mitfinanzierten National Cowboy & Western Heritage Museum in Oklahoma City ist ihm zu Ehren eine Büste ausgestellt.